# Monaster Trójcy Świętej Antoniego Dymskiego
Monaster Trójcy Świętej Antoniego Dymskiego – prawosławny męski klasztor w rejonie tichwińskim obwodu leningradzkiego, w jurysdykcji eparchii tichwińskiej Rosyjskiego Kościoła Prawosławnego.

## Historia
Źródłem dla wczesnych dziejów monasteru są dwie redakcje żywota mnicha Antoniego Dymskiego, założyciela wspólnoty, pochodzące odpowiednio z końca XVII w. i z przełomu XVIII i XIX w. Sytuują one powstanie klasztoru ok. 1243. Według nowszej redakcji żywota klasztor przetrwał do najazdu tatarskiego w 1409. Po tej dacie został restytuowany i odnowiony. Również według tego źródła ponownie zniszczyli go w 1611 Szwedzi. Środki na odbudowę klasztoru według tej wersji przekazał car Michał, zaś nową wspólnotę utworzyli mnisi z monasteru Wałaam, który również został zniszczony przez Szwedów. Wersję tę I. Mordwinow uważa za mało wiarygodną, gdyż nie potwierdzają jej żadne inne źródła. Jego zdaniem opowieść o dwukrotnym niszczeniu i odbudowie monasteru ma charakter legendy. Z pewnością natomiast monaster spłonął w 1687 i po tej dacie został odbudowany. Odnowiona wspólnota nie była samodzielnym klasztorem, lecz placówką filialną soboru Mądrości Bożej w Nowogrodzie. W 1764, gdy Katarzyna II przeprowadziła sekularyzację majątków cerkiewnych (utrzymanie świątyń, w ściśle określonej liczbie, przejęło państwo), monasterowi odebrano 120 dziesięcin ziemi ze 111 chłopami, a wspólnotę zamknięto.
Monaster został ponownie otwarty w 1794 przez metropolitę petersburskiego i nowogrodzkiego Gabriela, na wniosek przełożonego monasteru Zaśnięcia Matki Bożej w Tichwinie. Z niego też sprowadzono do wspólnoty pierwszych 30 mnichów. Monaster otrzymał status klasztoru III klasy. W końcu XIX w. kompleks monasterski tworzyły XVIII-wieczna cerkiew Narodzenia św. Jana Chrzciciela, sobór Kazańskiej Ikony Matki Bożej z bocznymi ołtarzami św. Mikołaja i św. Antoniego Wielkiego z XVII w., przebudowany w XIX w., budynek mieszkalny dla mnichów z 1840, budynek z pomieszczeniami dla pielgrzymów z 1849, refektarz i pokoje przełożonego z 1846 oraz zabudowania gospodarcze zbudowane w 1850. Szczególną czcią w monasterze otaczano kopię Kazańskiej Ikony Matki Bożej oraz relikwie założyciela monasteru, m.in. metalową czapkę, którą zakładał na głowę.
Monaster został zlikwidowany w 1919. W jego zabudowaniach rozmieszczono szpital psychiatryczny, sanatorium oraz zakłady „Glinoziom”. Obie monasterskie świątynie zniszczono odpowiednio w latach 20. i 30. XX wieku. Z pierwotnego kompleksu monasterskiego pozostał jedynie dom pielgrzyma.
Rosyjski Kościół Prawosławny odzyskał ocalałe obiekty w 1997, gdy firma „Glinoziom” oficjalnie przekazała je monasterowi Zaśnięcia Matki Bożej w Tichwinie. Wcześniej, w 1994, miejscowa ludność zbudowała nad Jeziorem Dymskim krzyż upamiętniający klasztor. W 1997 wspólnota została restytuowana jako skit filialny monasteru w Tichwinie. W 2001 żyło w niej dwóch mnichów. W 2008 skit ponownie stał się samodzielnym męskim klasztorem. Pierwszym przełożonym tak restytuowanej wspólnoty był mnich Ignacy (Buzin), zaś w 2014 zastąpił go Adrian (Diemientjew).